# 原ちえこ
原 ちえこ（はら ちえこ、10月6日 - ）は、日本の漫画家。神奈川県川崎市出身。東京都在住。血液型はO型。

## 来歴・人物
投稿時のペンネームは原智恵子。1972年『シークレットドア101号』（デラックスマーガレット、集英社）でデビュー。その後『なかよし』（講談社）を主な発表の場とし、繊細な絵柄と緻密なストーリーの王道的ラブロマンスを中心とした「少女漫画」作品を多数発表、『なかよし』の一時代を担う代表作家となった。代表作に『三つのブランコの物語』『フォスティーヌ』『虹の伝説』『風のソナタ』などが挙げられる。
その後、主な活躍の場を『月刊プリンセス』（秋田書店）に移し、作風も王道ラブロマンスから伝奇歴史物やサスペンス、ミステリー、ホラー作品が増える。
近年は「ハーレクイン」作品コミカライズ版の執筆を多く手掛けている。
なお、代表作の1つ『三つのブランコの物語（キャロラインの章）』を始めとした幾つかの作品は、当時の担当編集者から教えてもらった山本周五郎の短編小説からインスパイアされており、元来の時代劇好きもあり、それをきっかけに時代小説にすっかりはまったとのことである。
2022年、画業50周年を迎える。それを記念して、電子書籍として配信されていた作品『子爵の理想の花嫁選び』が愛蔵版として同年7月に刊行されている。

## 作品リスト
※ 短編集を含め刊行順に記載

### 漫画作品

#### オリジナル
- ロッキーの花よめ（1976年8月、講談社なかよしKC）
- 赤毛のキューピッド（1977年2月、なかよしKC）
- そうっと…初恋（1977年10月、なかよしKC）
- 三つのブランコの物語（1978年2月、なかよしKCホラーMコミック文庫／1998年12月、講談社KCDX／2009年3月、講談社漫画文庫）
- フォスティーヌ 全4巻（1978年7月-1979年8月、なかよしKC／1997年10月、KCDX全3巻／2001年4月、講談社漫画文庫全3巻）
  - 風を越えて陽光を越えて〜Episoden Fostine（2001年4月、KCDX／2007年4月、講談社漫画文庫「グリュン・ブラウの伝説」に収録） - 外伝

- 魅せられてパリ（1980年4月、なかよしKC／1999年1月、KCDX）
- OH!サンシャイン（1981年3月、なかよしKC／2000年2月、講談社ポケットKC）
- I愛ギャル!（1981年8月、なかよしKC／2000年1月、ポケットKC）
- 風のソナタ 全2巻（1982年1-7月、なかよしKC／1998年9月、KCDX／2009年11月、講談社漫画文庫）
- ブルーライト★コレクション（1983年3月、なかよしKC）
- くせっ毛ララバイ 全3巻（1983年9月-1984年5月、なかよしKC／1999年7月、KCDX）
- エリカの丘の物語 全2巻（1984年3-7月、講談社キャロルKC／1999年4月、KCDX） -
- ペルシャン＝ブルー（1985年2月、なかよしKC／1999年2月、KCDX）
- 虹の伝説 全4巻（1985年11月-1987年1月、なかよしKC／1998年2月、KCDX全3巻／2001年5月、講談社漫画文庫全3巻）
  - もしかして不思議! -虹の伝説番外編-（1988年1月、なかよしKC）
  - グリュン・ブラウの伝説（2001年5月、KCDX／2007年4月、講談社漫画文庫) - 外伝

- 星屑ファンタジー（1986年4月、なかよしKC）

- 千夜恋歌 全9巻（1987年12月 - 1992年10月、秋田書店プリンセスコミックス／2008年3月-5月、ぶんか社ホラーMコミック文庫全5巻）
  - 千夜恋歌 Selection 全3巻（2001年1-3月、ポケットKC） - 選集

- あざみ野逢歌（1988年6月、プリンセスコミックス／2008年10月、ホラーMコミック文庫）
- 花離宮 全2巻（1991年3月-1992年9月、プリンセスコミックス／2002年5月、講談社漫画文庫） -
- シーズン 恋人たちへ（1992年4月、東京三世社）
- 鳶色シャドウ  全4巻（1992年12月-1994年10月、学研マーケティングピチコミックス／1999年12月、ポケットKC全3巻）
- 天も月も花も 全5巻（1993年4月-1998年11月、プリンセスコミックス／2008年8月、ホラーMコミック文庫全2巻）
- 白の悠久 黒の永遠 全5巻（1994年7月-1996年12月、プリンセスコミックス／2008年1月、ホラーMコミック文庫全2巻）
- 闇のアレキサンドラ 全4巻（1995年4月-1996年6月、ピチコミックス／1999年10月、KCDX全3巻／2005年9月、講談社漫画文庫全2巻）
- あの蒼空に似ている（1995年7月、ぶんか社コミックス／2007年6月、ホラーMコミック文庫）
- エルフィン・リング（1997年1月、秋田書店ホラーコミックス）
- 琥珀の影（シルエット） 全3巻（1997年10月-1999年1月、ホラーコミックス／2002年5月、講談社漫画文庫全2巻）

- 和紀崇事件簿
  - 平城京殺人事件 和紀崇事件簿（1999年3月、秋田書店サスペリアミステリーコミックス）
  - 嵐が丘殺人事件 和紀崇事件簿（2001年1月、サスペリアミステリーコミックス／2009年4月、ホラーMコミック文庫）
  - フルムーン・ハネムーン（2005年12月、宙出版ミッシィコミックス）

- メディカルCD 全2巻（1999年8月-2000年2月、ホラーコミックス／2008年2月、ホラーMコミック文庫全1巻）

- 原ちえこ短編集（ポケットKC） - 単行本未収録作品を含めた再編集版
  - 黒い瞳のシンデレラ 原ちえこ短編集（2000年1月）
  - 不思議にロマンス 原ちえこ短編集（2000年4月）
  - 夢の途中で… 原ちえこ短編集（2000年5月）
  - 睡蓮の柩 原ちえこ短編集（2000年6月）

- 白き花のパヴァーヌ 全2巻（2002年9月、KCDX／2007年5月、講談社漫画文庫全1巻）

#### ハーレクイン
- 不思議な遺言状（原作：エマ・ゴールドリック、1999年3月、宙出版エメラルドコミックスハーレクインコミックス）
- 光と影のはざまで（原作：シャーロット・ラム、1999年3月、エメラルドコミックスハーレクインコミックス／2005年8月、宙出版ハーレクインプレミアムコミックス）
- ばら屋敷（原作：ジェシカ・スティール、2000年3月、エメラルドコミックスハーレクインコミックス）
- 聞かせて愛を（原作：サラ・クレイヴン、2000年7月、エメラルドコミックスハーレクインコミックス／2005年10月、ハーレクインプレミアムコミックス）
- キスの魔術（原作：ジェシカ・スティール、2001年6月、エメラルドコミックスハーレクインコミックス、2005年11月、ハーレクインプレミアムコミックス）
- 藁くじの花嫁 全2巻（原作：ダラス・シュルツェ、2002年3月、エメラルドコミックスハーレクインコミックス、2006年1月、ハーレクインプレミアムコミックス） - 単行本
- 誘惑者（原作：ジェシカ・スティール、2002年12月、エメラルドコミックスハーレクインコミックス）
- 鏡の中の魔女（原作：マーガレット・ウェイ、2003年5月、エメラルドコミックスハーレクインコミックス）
- 虹の谷のアン 全2巻（原作：ルーシー・モンゴメリ、2003年10月-11月、KCDX） - 単行本
- 愛は嵐の中で（原作：フィリス・ホールドーソン、2004年1月、エメラルドコミックスハーレクインコミックス）
- エマと伯爵 全2巻（原作：ポーラ・マーシャル、2004年7月、エメラルドコミックスハーレクインコミックス）
- 原ちえこ選集 ハーレクインコミックス4（2004年12月、エメラルドコミックスハーレクインコミックス）
- 夢がかなう日（原作：エマ・ダーシー、2004年12月、エメラルドコミックスハーレクインコミックス）
- セラフィーナ（原作：シルヴィア・アンドルー、2005年7月、ハーレクインプレミアムコミックス）
- 嘘と真実 全2巻（原作：メアリー・バートン、2005年8月、エメラルドコミックスハーレクインコミックス）
- 最後の船旅（原作：アン・ハンプソン、2006年3月、エメラルドコミックスハーレクインDX）
- 大草原の貴族（原作：ケイ・ソープ、2006年5月、エメラルドコミックスハーレクインコミックス）
- 幸せに頬をそめて（原作：ヴィクトリア・グレン、2006年6月、エメラルドコミックスハーレクインコミックス）
- 運命のリフレイン（原作：エマ・ダーシー、2006年10月、エメラルドコミックスハーレクインコミックス）
- 情熱のヴェネチア（原作：キャサリン・ジョージ、2007年3月、ハーレクイン社HQコミックス）
- 社交界の評判（原作：シルヴィア・アンドルー、2007年5月、エメラルドコミックスハーレクインコミックス）
- うるわしき縁組（原作：シルヴィア・アンドルー、2006年6月、エメラルドコミックスハーレクインコミックス）
- 幸せな誤解（原作：シルヴィア・アンドルー、2007年9-10月、HQコミックス）
- 小さな愛の願い（原作：ベティ・ニールズ、2007年11月、エメラルドコミックスハーレクインコミックス）
- 愛の忘れもの スティープウッド・スキャンダル（原作：ゲイル・ウィティカー、2008年2月、エメラルドコミックスハーレクインシリーズ）
- すいれんの咲く庭で（原作：マージョリー・ルーティ、2008年5月、エメラルドコミックスハーレクインコミックス）
- 古城の歌姫（原作：バーバラ・カートランド、2008年8月、エメラルドコミックスロマンスコミックス）
- シンデレラの素顔（原作：マギー・シェイン、2008年12月、エメラルドコミックスロマンスコミックス）
- 公爵と私（2009年3月、エメラルドコミックスロマンスコミックス）
- 誇り高き結婚（原作：モーリーン・チャイルド、2009年5月、ハーレクイン社ハーレクインコミックス・キララ）
- 魅惑の花嫁（原作：スーザン・マレリー、2009年5月、ハーレクインコミックス・キララ）

#### アンソロジー
- 幸せな結婚 サファイア 誠実な愛（2001年12月、ミッシィコミックス）
- 幸せな結婚 ルビー 自由と情熱（2002年1月、ミッシィコミックス）
- まんがグリム童話 女の仕返し編（2003年10月、ぶんか社コミックス）
- まんがグリム童話 虐待編（2005年11月、ぶんか社文庫）